# قائمة الأحزاب السياسية في تركيا
تركيا جمهورية ديمقراطية برلمانية تسمح بتعدد الأحزاب.

## الأحزاب
الأحزاب الرئيسية المعرفة كأحزاب سياسيّة، والتي استلمت أكثر من 10% من أصوات الناخبين الأتراك خلال آخر انتخابات نيابية (22 يوليو/تموز 2007) أومُثّلت في البرلمان التركي، والأحزاب الصغيرة لبت شروط المجلس الانتخابات الأعلى وشاركت في الانتخابات ولم تمُثّل في البرلمان التركي.

### الأحزاب الرئيسية
| # | الحزب                      | الحزب                                                | الحزب                                              | القادة                   | الموقف السياسي                            | العقيدة                                           | البرلمان  | بلديات المحافظات | البلديات    | مجالس المحافظات | المجالس البلدية |
| - | -------------------------- | ---------------------------------------------------- | -------------------------------------------------- | ------------------------ | ----------------------------------------- | ------------------------------------------------- | --------- | ---------------- | ----------- | --------------- | --------------- |
| 1 |                            | AKP                                                  | حزب العدالة والتنمية Adalet ve Kalkınma Partisi    | رجب طيب أردوغان          | يمين إلى أقصى اليمين                      | محافظة وطنية محافظة اجتماعية عثمانية جديدة        | 286 / 600 | 15 / 30          | 742 / 1٬355 | 757 / 1٬272     | 10٬173 / 20٬745 |
| 2 |                            | CHP                                                  | حزب الشعب الجمهوري Cumhuriyet Halk Partisi         | كمال قلجدار أوغلي        | يسار الوسط                                | ديمقراطية اجتماعية فكر كمالي علمانية              | 134 / 600 | 11 / 30          | 241 / 1٬355 | 182 / 1٬272     | 4٬608 / 20٬745  |
| 3 |                            | HDP                                                  | حزب الشعوب الديمقراطي Halkların Demokratik Partisi | مدحت سنجار ‏ بروين بولدان | يسار الوسط إلى يسار                       | كرد الاشتراكية الديمقراطية علمانية                | 56 / 600  | 3 / 30           | 101 / 1٬355 | 57 / 1٬272      | 1٬293 / 20٬745  |
| 4 |                            | MHP                                                  | حزب الحركة القومية Milliyetçi Hareket Partisi      | دولت بهجلي               | أقصى اليمين                               | قومية تركية عصبية قومية فاشية جديدة شعبوية يمينية | 47 / 600  | 1 / 30           | 233 / 1٬355 | 188 / 1٬272     | 2٬819 / 20٬745  |
| 5 |                            | İYİ                                                  | حزب الخير İYİ Parti                                | ميرال أكشينار            | وسط إلى يمين                              | قومية تركية محافظة وطنية فكر كمالي                | 37 / 600  | 0 / 30           | 24 / 1٬355  | 23 / 1٬272      | 1٬092 / 20٬745  |
|   | بدون مجموعات أو كتل سياسية |                                                      |                                                    |                          |                                           |                                                   |           |                  |             |                 |                 |
|   |                            | TİP                                                  | حزب العمال التركي Türkiye İşçi Partisi             | اركان باش                | يسار إلىأقصى اليسار                       | شيوعية ماركسية لينينية شعبوية يسارية              | 4 / 600   | 0 / 30           | 0 / 1٬355   | 0 / 1٬272       | 0 / 20٬745      |
|   | DP                         | الحزب الديمقراطي Demokrat Parti                      | جولتكين أويصال ‏                                    | يمين الوسط               | محافظة ليبرالية                           | 2 / 600                                           | 0 / 30    | 8 / 1٬355        | 1 / 1٬272   | 135 / 20٬745    |                 |
|   | MP                         | حزب الوطن Memleket Partisi                           | محرم اينجه                                         | يسار الوسط               | فكر كمالي ديمقراطية اجتماعية              | 2 / 600                                           | 0 / 30    | 1 / 1٬355        | 0 / 1٬272   | 0 / 20٬745      |                 |
|   | BBP                        | حزب الاتحاد الكبير Büyük Birlik Partisi              | مصطفى دستيجي ‏                                      | أقصى اليمين              | قومية تركية عصبية قومية إسلاموية          | 1 / 600                                           | 0 / 30    | 6 / 1٬355        | 4 / 1٬272   | 165 / 20٬745    |                 |
|   | SP                         | حزب السعادة Saadet Partisi                           | تمل كاراملا أوغلو                                  | أقصى اليمين              | مللي جوروش إسلاموية                       | 1 / 600                                           | 0 / 30    | 21 / 1٬355       | 3 / 1٬272   | 295 / 20٬745    |                 |
|   | DEVA                       | حزب الديمقراطية والتقدم Demokrasi ve Atılım Partisi  | علي باباجان                                        | وسط إلى يمين الوسط       | ديمقراطية ليبرالية تقدمية                 | 1 / 600                                           | 0 / 30    | 0 / 1٬355        | 0 / 1٬272   | 3 / 20٬745      |                 |
|   | DBP                        | حزب المناطق الديمقراطية ‏ Demokratik Bölgeler Partisi | صالحة أيدنيز كسكين بايندر                          | يسار                     | الاشتراكية الديمقراطية ديمقراطية اجتماعية | 1 / 600                                           | 0 / 30    | 0 / 1٬355        | 0 / 1٬272   | 0 / 20٬745      |                 |
|   | YP                         | حزب الابتكار Yenilik Partisi                         | أوزتورك يلماز                                      | يسار الوسط               | قومية مدنية فكر كمالي                     | 1 / 600                                           | 0 / 30    | 0 / 1٬355        | 0 / 1٬272   | 0 / 20٬745      |                 |
|   | ZP                         | حزب النصر Zafer Partisi                              | أوميت أوزداغ                                       | يمين                     | مناهضة الهجرة                             | 1 / 600                                           | 0 / 30    | 0 / 1٬355        | 0 / 1٬272   | 0 / 20٬745      |                 |
|   |                            | مستقلون Bağımsızlar                                  |                                                    |                          |                                           | 7 / 600                                           |           |                  |             |                 |                 |
|   |                            | شاغر Boş                                             |                                                    |                          |                                           | 19 / 600                                          |           |                  |             |                 |                 |
|   | المجموع                    | المجموع                                              | المجموع                                            | المجموع                  | المجموع                                   | المجموع                                           | 600       |                  |             |                 |                 |

### أحزاب صغيرة
- حزب العمل الشعبي الديمقراطي (DEHAP)
- حزب الشباب (GP)
- الحزب الليبرالي الديمقراطي (LDP)
- الحزب الشيوعي التركي (TKP)
- حزب الوطن الأم (YP)

## الأحزاب التاريخيّة
الأحزاب التي اندمجت مع أحزاب أخرى، أوتفككت وحُلّت بسبب نزاعات داخلية أو عدم وجود ظروف ديمقراطية تسمح لأحزاب بممارسمة أنشطتها السياسيّة كالانقلابات العسكريّة التي اشتهرت بها تركيا.

### أحزاب يمينيّة
- حزب تركيا الجديدة انضم لحزب الشعب الجمهوري.

### أحزاب يساريّة
- الحزب الجمهوري الليبرالي حلّ نفسه عام (1929).

### أحزاب محافظة
- حزب العدالة أغلق عام عام (1980) إثر انقلاب عسكري.

### أحزاب إسلاميّة
- حزب الإنقاذ الوطني أغلق عام عام (1980) إثر انقلاب عسكري.

## الأحزاب المحظورة
أحزاب حظرت بقرار من المحكمة الدستورية التركية أو خلال محاكمات استثنائية

### أحزاب يساريّة
- حزب عمال تركيا

### أحزاب إسلاميّة
- حزب الرفاه
- حزب الفضيلة

### أحزاب تعددية
- الحزب الديمقراطي الشعبي